# Desa Kertawinangun (administrativ by i Indonesien, lat -6,33, long 108,05)
Desa Kertawinangun är en administrativ by i Indonesien.   Den ligger i provinsen Jawa Barat, i den västra delen av landet, 130 km öster om huvudstaden Jakarta.